# Apeadero A. Ambrosio
Apeadero A. Ambrosio es una estación de ferrocarril ubicada en el Departamento Saladas en la Provincia de Corrientes, República Argentina. 

## Servicios
Se encuentra precedida por la Estación Saladas y le sigue la Estación San Lorenzo.